# Unité urbaine de Châteaugiron
L'unité urbaine de Châteaugiron est une unité urbaine française centrée sur la ville de Châteaugiron, département d'Ille-et-Vilaine.

## Données globales
En 2020, selon l'Insee, l'unité urbaine de Châteaugiron est composée de deux communes, toutes situées dans l'arrondissement de Rennes, subdivision administrative du département d'Ille-et-Vilaine.
L'unité urbaine de Châteaugiron appartient à l'aire d'attraction de Rennes.

## Délimitation de l'unité urbaine de 2020
En 2020, l'Insee a procédé à une révision des délimitations des unités urbaines  de la France; celle de Châteaugiron est composée de deux communes.

### Communes
Liste des communes appartenant à l'unité urbaine de Châteaugion selon la nouvelle délimitation de 2020 et sa population municipale en 2020 (liste établie par ordre alphabétique) :
| Nom          | Code Insee | Statut           | Superficie (km2) | Population (dernière pop. légale) | Densité (hab./km2) |
| ------------ | ---------- | ---------------- | ---------------- | --------------------------------- | ------------------ |
| Châteaugiron | 35069      | commune nouvelle | 23,52            | 10 688 (2022)                     | 454                |
| Domloup      | 35099      |                  | 18,53            | 3 839 (2022)                      | 207                |

## Évolution démographique
L'évolution démographique ci-dessous concerne l'unité urbaine selon le périmètre défini en 2020.
| 1968  | 1975  | 1982  | 1990  | 1999  | 2006   | 2011   | 2018   | 2020   | - |
| ----- | ----- | ----- | ----- | ----- | ------ | ------ | ------ | ------ | - |
| 3 542 | 3 917 | 5 559 | 6 869 | 9 295 | 10 894 | 11 564 | 13 723 | 14 297 | - |